# Al Sharpton
Il reverendo Alfred Charles Sharpton Jr., detto Al (Brooklyn, 3 ottobre 1954), è un religioso, attivista e politico statunitense.
Occasionalmente lavora anche come attore, avendo al suo attivo numerosi cammei in spettacoli televisivi e film.

## Biografia

### Primi anni
Al Sharpton nacque in una ricca e prosperosa famiglia di Brooklyn: il padre, che aveva origini africane, era un pugile professionista e proprietario terriero che nel 1964 si trasferì nel confortevole quartiere del Queens. Fin da giovanissimo Al Sharpton si avvicinò al pentecostalismo: recitò il suo primo sermone all'età di quattro anni, tanto da meritarsi il nomignolo di "wonderboy preacher" (bambino prodigio predicatore).
Fece parte del coro gospel della celebre cantante Mahalia Jackson, ma la sua infanzia felice fu traumatizzata dal divorzio dei suoi genitori avvenuto nel 1963. Sharpton affermò in seguito: "Dopo la separazione mio padre si sposò con la mia sorellastra Tina, figlia che mia madre aveva avuto da un precedente rapporto". La madre invece lavorò come domestica e, ridotta quasi sul lastrico, fu costretta a trasferirsi a Brownsville, sobborgo di Brooklyn.
Nel 1964 il vescovo pentecostale di Washington lo nominò ministro del culto. Successivamente Sharpton si diplomò alla Samuel J. Tilden High School e frequentò il Brooklyn College, senza tuttavia laurearsi.

### Attivismo politico
Le prime esperienze politiche di Sharpton arrivarono negli anni della scuola, quando divenne rappresentante della comunità nera del suo istituto. Nel 1969 il reverendo Jesse Jackson lo nominò segretario dell'organizzazione giovanile della sua Operation Breadbasket, un'organizzazione che si batteva contro il razzismo e le discriminazioni.
Negli anni settanta, due anni dopo aver lasciato il college, Sharpton divenne il manager di James Brown: fu proprio il "padrino del Soul" che gli fece conoscere la sua futura moglie, Kathy Jordan, che avrebbe sposato nel 1983. Il suo impegno umanitario però continuava e nel 1971 fondò il National Youth Movement, un movimento che faceva della lotta alla droga e della beneficenza i suoi capisaldi.
Nel 1991 creò la National Action Network, un'organizzazione nata per aiutare, economicamente e socialmente, i poveri bambini di colore che vivono senza soldi negli slums, i quartieri poveri statunitensi. Gli altri obiettivi della NAN i riconoscimenti di tutti i diritti civili e politici e la fine di ogni forma di violenza.
Nel 1999 Sharpton guidò un grande movimento di protesta sorto dopo l'omicidio dell'immigrato di colore Amadou Diallo, ventiquattrenne proveniente dalla Guinea. Diallo, che non aveva commesso alcun reato, era stato ucciso da un poliziotto e Sharpton sostenne che la causa dell'assassinio si doveva ricercare nel razzismo imperante tra le forze dell'ordine statunitense. Al termine di vari processi, la famiglia del defunto ricevette un indennizzo di tre milioni di dollari.
Un caso molto simile capitò nel 2003 quando venne ucciso Ousmane Zongo, anche lui immigrato africano totalmente innocente. Anche in questo caso, la famiglia di Zongo ricevette tre milioni di dollari per i danni morali subiti.

### Altro
Per molto tempo si pensò che Al Sharpton fosse un attivista anti-gay: egli si è invece battuto per i diritti della comunità LGBT e si è dichiarato favorevole al matrimonio tra persone dello stesso sesso. Ha anche affermato di voler sconfiggere l'omofobia presente tra la comunità dei cristiani di colore statunitensi.
Sharpton è un animalista ed è membro di numerose organizzazioni non-profit, tra cui PETA.
Il 12 gennaio del 1991 l'italo-americano Michael Riccardi pugnalò Sharpton, che stava partecipando ad una manifestazione, con cinque colpi di coltello. Il reverendo si salvò dopo cinque giorni di ospedale ma ha ancora una cicatrice lunga circa tre centimetri nel ventre ed accusa notevoli difficoltà respiratorie; Riccardi invece fu condannato a quindici anni di carcere ma ne scontò solo otto, anche perché mentre era in cella si riappacificò col reverendo.

### Candidature
Al Sharpton è un famosissimo "candidato perenne": con questa locuzione vengono definiti negli Stati Uniti d'America quei politici che si presentano sempre alle elezioni, nonostante vengano puntualmente sconfitti.
Molteplici sono le sue candidature per il Senato come rappresentante dello stato di New York: si sottopose al giudizio degli elettori nel 1988, nel 1992 e nel 1994, sempre tra le file del Partito Democratico. Nel 1997, inoltre, si candidò come sindaco di New York.
Il 5 gennaio del 2003 Al Sharpton annunciò che si sarebbe candidato alle primarie democratiche che avrebbero dovuto scegliere il candidato presidente del "partito dell'asino". Il risultato elettorale fu però modesto e in quasi tutti gli stati egli ottenne meno dell'1% dei voti; ebbe un discreto seguito solo nel Delaware (6%), nella Carolina del Sud (10%), nel Michigan (7%), nel Distretto di Columbia (20%), in Georgia (6%) ed a New York (8%).
Il 15 marzo del 2004, dopo un'ennesima disfatta (questa volta in Kansas), a primarie in corso Sharpton annunciò il suo sostegno a John Kerry: formalmente tuttavia non si ritirò dalla tornata elettorale ed ottenne alla conclusione di essa ventisei delegati e cinque "superdelegati".

## Controversie
Oltre all'attentato subito nel 1991, varie sono le disavventure capitate ad Al Sharpton.

### Tawana Brawley
Tawana Brawley, una studentessa di colore quindicenne, fece una denuncia alla polizia di Wappingers Falls il 28 novembre del 1987: la ragazza affermava di essere stata violentata e picchiata da un gruppo di sei uomini bianchi. Effettivamente lo stato di salute della Brawley era malconcio: essa si presentò in commissariato ricoperta di feci e di spazzatura, con i vestiti strappati e varie abrasioni sul corpo, ed ovviamente a seguito della sua querela scoppiò un caso nazionale.
Successivamente la ragazza affermò di non essere stata stuprata, ma che comunque era stata costretta con la forza a subire un abuso sessuale. A quel punto Sharpton, insieme agli avvocati Alton H. Maddox e C. Vernon Mason, puntò il dito contro l'allora assistente del procuratore distrettuale Steven Pagones, accusato di essere uno degli assalitori della Brawely.
Sharpton riteneva che la ragazza fosse stata vittima non soltanto di una violenza sessuale ma anche di una discriminazione razziale: tuttavia, un ex fidanzato della teste affermò che la ragazza si era inventata tutto per avere un po' di notorietà e che aveva continuato a mentire per paura delle reazioni dei genitori; alla fine del processo, si scoprì che effettivamente le deposizioni della Brawley erano tutte false.
Il reverendo Al Sharpton fu costretto a pagare 300.000 dollari a Pagones per diffamazione, ma a distanza di vari anni afferma di non essersi pentito di quello che ha fatto e nel 1998 si è rifiutato di chiedere scusa all'uomo ingiustamente accusato.

### Gavin Cato
Sharpton criticò moltissimo Schneerson ed affermò che se l'ambulanza giudaica avesse fatto il proprio dovere Gavin si sarebbe potuto salvare. Il reverendo si fece portavoce della famiglia Cato e partecipò al funerale del piccolo, in cui arringò la folla presente al grido di "No justice, no peace" (Nessuna giustizia, nessuna pace).
I residenti di origine caraibica ed africana crearono spontaneamente un movimento di protesta che assunse anche connotazioni antisemite: Yankel Rosenbaum, un allievo ventinovenne del rabbino, fu ucciso. Sharpton non partecipò personalmente ai tumulti, ma le comunità ebraiche lo accusarono di aver aizzato violentemente la folla.

### "Invasore bianco"
Mentre partecipava ad un congresso, un uomo di colore che partecipava con lui alla riunione gli disse che un commerciante ebreo (presente in sala) non aveva gradito la sua presenza. Al che Al Sharpton si rivolse a quell'uomo e lo definì "invasore bianco".
Di fronte alle proteste di alcuni, il reverendo chiosò: "Cosa c'è di male a denunciare un invasore bianco?". Successivamente, però, egli chiese scusa al commerciante ebreo.

### Informatore dell'FBI
Nel 1983 Sharpton lavorava in incognito per l'FBI facendo l'informatore dei federali. Registrò un colloquio tra il campione dei pesi massimi Larry Holmes, un promoter di incontri di pugilato e due mafiosi. In seguito Sharpton affermò che le sue erano solo operazioni antidroga e contro la droga è ammesso tutto, anche violare la privacy delle persone.
Incalzato dai cronisti, ha anche aggiunto che: "Ho sempre avuto una regola di condotta, le mie informazioni non dovevano mai colpire un eletto, un sacerdote, un rappresentante della comunità nera". Quando un giornalista del New York Magazine gli ha ricordato la soffiata che costò la carriera ad un consigliere nero del Bronx, egli rispose: "È stato un incidente. Quel consigliere mi ha chiamato su una linea sbagliata e il registratore si è messo in funzione automaticamente. Io non c'entro assolutamente niente".

## Sharpton attore
Personaggio controverso, da taluni amato per le sue coraggiose battaglie e da altri odiato perché accusato di demagogia, Sharpton con la sua estroversione ha suscitato la curiosità di numerosi esponenti del mondo dello spettacolo.
Amico personale di Spike Lee, è apparso in numerosi suoi film tra cui Malcolm X (1992). È inoltre apparso nel ruolo di sé stesso in numerosi telefilm tra cui Boston Legal, Law & Order - Unità vittime speciali e Tutto in famiglia ed ha condotto il reality show I hate my job.
Ha preso parte al Saturday Night Live e sono molteplici i suoi cammei sul grande schermo. Ha anche presentato programmi radiofonici e sceneggiato una miniserie tv per poi ideare e condurre un suo personalissimo talk show dal titolo The Al Sharpton Show.